# Callionymus moretonensis
 Callionymus moretonensis és una espècie de peix de la família dels cal·lionímids i de l'ordre dels cipriniformes que es troba al nord-oest d'Austràlia, Melanèsia i Papua Nova Guinea.